# Leichtathletik-Weltmeisterschaften 2023/Teilnehmer (Kanada)
| Gelbes Symbol für Goldmedaillen mit stilisierten Olympischen Ringen | Graues Symbol für Silbermedaillen mit stilisierten Olympischen Ringen | Braundes Symbol für Bronzemedaillen mit stilisierten Olympischen Ringen |
| ------------------------------------------------------------------- | --------------------------------------------------------------------- | ----------------------------------------------------------------------- |
| 4                                                                   | 2                                                                     | —                                                                       |

Der Leichtathletikverband von Kanada nahm an den Leichtathletik-Weltmeisterschaften 2023 in Budapest teil. 55 Athletinnen und Athleten wurden vom kanadischen Verband nominiert.

## Medaillengewinnerinnen und -gewinner
| Medaille | Athletin       | Disziplin   |
| -------- | -------------- | ----------- |
| Gold     | Ethan Katzberg | Hammerwurf  |
| Gold     | Camryn Rogers  | Hammerwurf  |
| Gold     | Marco Arop     | 800 m       |
| Gold     | Pierce LePage  | Zehnkampf   |
| Silber   | Damian Warner  | Zehnkampf   |
| Silber   | Sarah Mitton   | Kugelstoßen |

### Männer

#### Laufdisziplinen
| Athlet | Disziplin        | Vorlauf      | Vorlauf | Halbfinale  | Halbfinale | Finale          | Finale |
| Athlet | Disziplin        | Zeit         | Platz   | Zeit        | Platz      | Zeit            | Platz  |
| --- | ---------------- | ------------ | ------- | ----------- | ---------- | --------------- | ------ |
| Jerome Blake | 100 m            | 10,29 s      | 08      | DNQ         | DNQ        | –               | –      |
| Brendon Rodney | 100 m            | 10,16 s      | 04      | 10,25 s     | 07         | DNQ             | DNQ    |
| Brendon Rodney | 200 m            | 20,14 s SB   | 01      | 20,27 s     | 04         | DNQ             | DNQ    |
| Aaron Brown | 200 m            | 20,08 s      | 02      | DQ          | DQ         | –               | –      |
| Andre De Grasse | 200 m            | 20,28 s      | 02      | 20,10 s     | 03         | 20,14 s         | 06     |
| Marco Arop | 800 m            | 1:45,05 min  | 01      | 1:44,02 min | 01         | 1:44,24 min     | Gold   |
| Abdullahi Hassan | 800 m            | 1:46,33 min  | 05      | DNQ         | DNQ        | –               | –      |
| Kieran Lumb | 1500 m           | 3:36,66 min  | 08      | DNQ         | DNQ        | –               | –      |
| Charles Philibert-Thiboutot                                                                                          | 1500 m           | 3:34,60 min  | 06      | 3:37,41 min | 10         | DNQ             | DNQ    |
| Benjamin Flanagan | 5000 m           | 13:38,69 min | 11      |             |            | DNQ             | DNQ    |
| Mohammed Ahmed | 5000 m           | 13:33,16 min | 03      |             |            | 13:12,92 min    | 07     |
| Mohammed Ahmed | 10.000 m         |              |         |             |            | 27:56,43 min SB | 06     |
| Justin Kent | Marathon         |              |         |             |            | 2:15:26 h       | 30     |
| Rory Linkletter | Marathon         |              |         |             |            | 2:12:16 h SB    | 19     |
| Ben Preisner | Marathon         |              |         |             |            | 2:15:02 h SB    | 28     |
| Jean-Simon Desgagnés                                                                                                 | 3000 m Hindernis | 8:20,04 min  | 02      |             |            | 8:15,58 min PB  | 07     |
| Evan Dunfee | 20 km Gehen      |              |         |             |            | 1:18:03 h NR    | 04     |
| Evan Dunfee | 35 km Gehen      |              |         |             |            | 2:25:28 h SB    | 04     |
| Aaron Brown Jerome Blake Brendon Rodney Bolade Ajomale nicht eingesetzt: Duan Asemota Bismark Boateng Malachi Murray | 4 × 100 m        | 38,25 s      | 06      |             |            | DNQ             | DNQ    |

#### Sprung/Wurf
| Athlet         | Disziplin   | Qualifikation | Qualifikation | Finale     | Finale |
| Athlet         | Disziplin   | Weite/Höhe    | Platz         | Weite/Höhe | Platz  |
| -------------- | ----------- | ------------- | ------------- | ---------- | ------ |
| Django Lovett  | Hochsprung  | 02,22 m SB    | 27            | DNQ        | DNQ    |
| Mark Bujnowski | Kugelstoßen | 18,84 m       | 33            | DNQ        | DNQ    |
| Rowan Hamilton | Hammerwurf  | 74,14 m       | 13            | DNQ        | DNQ    |
| Ethan Katzberg | Hammerwurf  | 81,18 m NR    | 01            | 81,25 m NR | Gold   |
| Adam Keenan    | Hammerwurf  | 74,56 m       | 12            | 74,49 m    | 11     |

#### Zehnkampf
| Athlet        | Disziplin | 100 m   | Weitsprung | Kugelstoßen | Hochsprung | 400 m      | 110 m Hürden | Diskuswurf | Stabhochsprung | Speerwurf  | 1500 m         | Punkte  | Platz  |
| ------------- | --------- | ------- | ---------- | ----------- | ---------- | ---------- | ------------ | ---------- | -------------- | ---------- | -------------- | ------- | ------ |
| Pierce Lepage | Ergebnis  | 10,45 s | 7,59 m     | 15,81 m     | 2,08 m SB  | 47,21 s SB | 13,77 s PB   | 50,98 m    | 5,20 m         | 60,90 m    | 4:39,88 min SB | 8909 WL | Gold   |
| Pierce Lepage | Punkte    | 987     | 957        | 840         | 878        | 948        | 1004         | 891        | 972            | 751        | 681            | 8909 WL | Gold   |
| Damian Warner | Ergebnis  | 10,32 s | 7,77 m SB  | 15,03 m SB  | 2,05 m SB  | 47,86 s    | 13,67 s      | 45,82 m    | 4,90 m         | 63,09 m SB | 4:27,73 min    | 8804 SB | Silber |
| Damian Warner | Punkte    | 1018    | 1002       | 792         | 850        | 916        | 1018         | 784        | 880            | 784        | 760            | 8804 SB | Silber |

### Frauen

#### Laufdisziplinen
| Athletin                                                                                                | Disziplin        | Vorlauf        | Vorlauf | Halbfinale     | Halbfinale | Finale       | Finale |
| Athletin                                                                                                | Disziplin        | Zeit           | Platz   | Zeit           | Platz      | Zeit         | Platz  |
| --- | ---------------- | -------------- | ------- | -------------- | ---------- | ------------ | ------ |
| Khamica Bingham                                                                                         | 100 m            | 11,29 s        | 05      | DNQ            | DNQ        | –            | –      |
| Kyra Constantine                                                                                        | 400 m            | 52,28 s        | 06      | DNQ            | DNQ        | –            | –      |
| Grace Konrad                                                                                            | 400 m            | 51,60 s PB     | 05      | DNQ            | DNQ        | –            | –      |
| Madeleine Kelly                                                                                         | 800 m            | 2:04,72 min    | 08      | DNQ            | DNQ        | –            | –      |
| Jazz Shukla                                                                                             | 800 m            | 2:00,30 min PB | 04      | 2:00,23 min PB | 07         | DNQ          | DNQ    |
| Kate Current                                                                                            | 1500 m           | 4:07,23 min PB | 09      | DNQ            | DNQ        | –            | –      |
| Lucia Stafford                                                                                          | 1500 m           | 4:05,21 min    | 07      | DNQ            | DNQ        | –            | –      |
| Simone Plourde                                                                                          | 1500 m           | 4:07,04 min    | 10      | DNQ            | DNQ        | –            | –      |
| Briana Scott                                                                                            | 5000 m           | 15:42,56 min   | 19      |                |            | DNQ          | DNQ    |
| Julie-Anne Staehli                                                                                      | 5000 m           | 15:24,09 min   | 15      |                |            | DNQ          | DNQ    |
| Erin Teschuk                                                                                            | 5000 m           | 15:56,54 min   | 18      |                |            | DNQ          | DNQ    |
| Natasha Wodak                                                                                           | Marathon         |                |         |                |            | 2:30:09 h SB | 15     |
| Sasha Gollish                                                                                           | Marathon         |                |         |                |            | 2:45:09 h SB | 61     |
| Mariam Abdul-Rashid                                                                                     | 100 m Hürden     | 13,04 s        | 06      | DNQ            | DNQ        | –            | –      |
| Michelle Harrison                                                                                       | 100 m Hürden     | 12,88 s        | 06      | 13,05 s        | 08         | DNQ          | DNQ    |
| Brooke Overholt                                                                                         | 400 m Hürden     | 56,20 s        | 08      | DNQ            | DNQ        | –            | –      |
| Savannah Sutherland                                                                                     | 400 m Hürden     | 55,85 s        | 04      | 54,99 s        | 06         | DNQ          | DNQ    |
| Ceili McCabe                                                                                            | 3000 m Hindernis | 9:29,30 min    | 06      |                |            | DNQ          | DNQ    |
| Regan Yee                                                                                               | 3000 m Hindernis | 9:26,39 min    | 08      |                |            | DNQ          | DNQ    |
| Kyra Constantine Grace Konrad Zoe Sherar Aiyanna Stiverne nicht eingesetzt: Micha Powell Madeline Price | 4 × 400 m        | 3:23,29 min SB | 02      |                |            | 3:22,42 min  | 04     |

#### Sprung/Wurf
| Athletin      | Disziplin      | Qualifikation | Qualifikation | Finale     | Finale |
| Athletin      | Disziplin      | Weite/Höhe    | Platz         | Weite/Höhe | Platz  |
| ------------- | -------------- | ------------- | ------------- | ---------- | ------ |
| Anicka Newell | Stabhochsprung | 4,35 m        | 24            | DNQ        | DNQ    |
| Alysha Newman | Stabhochsprung | 4,50 m        | 18            | DNQ        | DNQ    |
| Grace Tennant | Kugelstoßen    | NM            | NM            | DNQ        | DNQ    |
| Sarah Mitton  | Kugelstoßen    | 19,37 m       | 05            | 20,08 m SB | Silber |
| Camryn Rogers | Hammerwurf     | 67,48 m       | 27            | 77,22 m    | Gold   |
| Jillian Weir  | Hammerwurf     | 73,95 m       | 04            | DNQ        | DNQ    |